# Côte d'Ereffe
La côte d'Ereffe  est une côte de la commune de Marchin (Belgique) souvent empruntée lors de la course cycliste la Flèche wallonne.

## Situation
Le pied de la côte se trouve dans la vallée du Hoyoux à l'ouest du hameau de Barse dans la commune de Modave en Belgique (province de Liège). La partie basse de la côte, en rive gauche du Hoyoux,  suit le val d'Ereffe dans un environnement boisé. Ensuite, les habitations du hameau d'Ereffe se situent le long de la côte qui aboutit sur le plateau du Condroz à l'entrée du village de Grand-Marchin. Toute la côte se situe dans la commune de Marchin.

## Cyclisme
Cette côte est souvent gravie à deux ou trois reprises (quatre passages en 2024) lors du circuit final de la classique cycliste la Flèche wallonne. Elle a aussi été franchie lors de la 3e étape du Tour de France 2015 comme côte de 4e catégorie. C'est le coureur suisse Michael Schär qui était passé en tête.

## Caractéristiques
- Départ : 143 m
- Altitude : 264 m
- Dénivellation : 121 m
- Longueur : 2,200 km
- Pente moyenne : 5,5 %
- Pente maximale : 9,8 %[1]